# پرچم اورکنی
پرچم اورکنی در ۳ فوریه ۲۰۰۷ پذیرفته شد.